# Mohylew
Mohylew (biał. Магілёў, Mahiloŭ; ros. Могилёв, Mogilow; jid. מאָלעוו, Molew) – miasto we wschodniej części Białorusi, nad Dnieprem, blisko granicy z Rosją, siedziba administracyjna obwodu mohylewskiego i rejonu mohylewskiego. Liczący ok. 357 tys. mieszkańców (2020) Mohylew jest czwartym pod względem liczby ludności miastem białoruskim.

## Historia
Od XIV wieku Mohylew wraz z księstwem mścisławskim, w którym się znajdował, należał do Litwy, jednak nie miał jeszcze wtedy większego znaczenia. Od 2. połowy XIV wieku królowe polskie, w tym Jadwiga i Helena, otrzymywały czynsze z Mohylewa na podstawie zapisów ślubnych swoich mężów. W dokumentach historycznych Mohylew wymieniono w 1505 r., gdy żona króla Aleksandra zwolniła niektórych mieszczan od powinności miejskich. Jego rozwój zaczął się po upadku w 1514 r. Smoleńska, gdy zaczął się rozbudowywać jako nowy ważny ośrodek handlowy. Mohylew stanowił od tego czasu ważny punkt na szlakach handlowych ze wschodu na zachód i z północy na południe, a wkrótce stał się największym miastem w tym rejonie Rzeczypospolitej. Przede wszystkim był ośrodkiem handlu futrami, pośrednicząc w handlu nimi na zachód. Przez Mohylew wiódł północny szlak handlowy do państwa moskiewskiego lądem na Witebsk, a z tego miasta Dźwiną do Rygi. W 1561 r. król Zygmunt August ustanowił w Mohylewie wójta i czterech setników oraz określił powinności, ilość i rodzaj podatków, pozostawiając też niektóre wolności mieszkańców. Król Stefan Batory w 1577 r. nadał mu prawo magdeburskie i wszelkie swobody z niego wypływające, a także ustanowił targi i jarmarki. W dniu 27 czerwca 1581 roku 30-tysięczna armia moskiewsko-tatarska spaliła kilkaset domów na przedmieściach, jednak 200 husarzy z roty Marcina Kazanowskiego zaatakowało oblegających i powstrzymywało dalszy atak, a potem, po przybyciu odsieczy w postaci roty Temruka Szymkowicza i roty porucznika Halibeka, odparła spod miasta. Mimo najazdu na początku XVII w. był jednym z najważniejszych ośrodków rzemieślniczo-handlowych w Rzeczypospolitej, liczył ok. 13,5 tys. mieszkańców i stał się drugim co do wielkości po Wilnie miastem w Wielkim Księstwie Litewskim. Do roku 1633 Mohylew otrzymał nowe fortyfikacje, które miały trzy linie otaczające zamek, dawne podgrodzie (tzw. górne miasto) i dawne przedmieścia (tzw. dolne lub nowe miasto). Mohylew był ośrodkiem ekonomii mohylewskiej obejmującej część powiatu mohylewskiego i czausowskiego. Do połowy XVII w. wchodziło w jej skład 13 miejscowości. Ekonomie zostały wydzielone z królewszczyzn w latach 1589–1590 na zaspokojenie potrzeb monarchy i określone dobrami stołowymi. W 1605 roku ukończono budowę katolickiej katedry. W 1634 został stolicą jedynej wówczas na całej Białorusi prawosławnej administratury – eparchii mohylewskiej i mścisławskiej. W 1636 roku ukończono budowę soboru Objawienia Pańskiego w kompleksie monasteru pod tym samym wezwaniem.
W dniu 3 września 1654 roku wojska moskiewskie opanowały miasto, które wojska polskie próbowały bez powodzenia odbić od lutego do połowy maja 1655 roku. Mohylew próbowano odzyskać ponownie podczas oblężenia w 1660 roku. Rzeczpospolita odzyskała miasto na skutek powstania mieszczan przeciwko moskiewskim okupantom, które wybuchło 1 lutego 1661 r. W nagrodę król Jan Kazimierz zrównał prawa miejskie Mohylewa z Wilnem, mieszczanom nadał prawo nabywania majątków ziemskich, a burmistrz Leonowicz i wielu mieszczan otrzymało szlachectwo, a miasto otrzymało pieczęć z napisem Sigillum civitatis Mohilowiensis. Powracający z wyprawy przeciwko wojskom moskiewskim w rejonie Siewska król Jan Kazimierz spędził w mieście święta Wielkanocne 1664 roku. W 1665 roku Mohylew został ponownie oblężony przez wojska moskiewskie Jakowa Czerkaskiego. W 1679 roku rozpoczęto budowę murowanego ratusza. W 1687 r. zbudowano barokowy kościół bernardynów. W 1725 roku, przy istniejącym od XVII wieku murowanym klasztorze jezuitów, ukończono budowę kościoła św. Ksawerego. W latach 1738–1752 został zbudowany kościół karmelitów. Miasto królewskie położone było w końcu XVIII wieku w ekonomii mohylewskiej w powiecie orszańskim województwa witebskiego.
Po pierwszym rozbiorze wraz z całym województwem mścisławskim wszedł w skład Imperium Rosyjskiego i stał się stolicą guberni mohylewskiej. Od 15 kwietnia 1783 stolica rzymskokatolickiej archidiecezji mohylewskiej obejmującej swoim zasięgiem terytorium niemal całej Rosji (a później ZSRR) z wyjątkiem dawnych ziem Rzeczypospolitej i utworzonej w 1848 roku diecezji tyraspolskiej.
W czasie I wojny światowej, w okresie od sierpnia 1915 do listopada 1917 w mieście znajdowała się kwatera głównodowodzącego armii rosyjskiej. Pod koniec 1918 roku władzę w Mohylewie przejęli bolszewicy. 16 stycznia 1918 roku dokonali oni szeregu aresztowań, m.in. wśród działaczy narodowych i społecznych, w tym polskich: Mirosława Obiezierskiego, G. Wykowskiego, Joachima Gallera i księdza Eugeniusza Światopełk-Mirskiego. Ten ostatni został wkrótce przez bolszewików zamordowany. W 1919 wcielony do Białoruskiej SRR. Do 1927 roku w Mohylewie działała polska szkoła siedmioklasowa, do której uczęszczało 260 uczniów. W latach 20 i 30 w. sowieckie organy bezpieczeństwa dokonywały masowych egzekucji, m.in. księży katolickich i prawosławnych, w kamieniołomie przy prospekcie Dimitrowa, koło Mohylewskich Zakładów Mięsnych. Ekshumowano tam szczątki ponad 500 ofiar. W okresie wielkiego terroru w latach 1937–1938 NKWD rozstrzeliwało ludzi w lesie przy drodze z Mohylewa do Homla, w okolicy wsi Waschod.
W latach 1941–1944 Mohylew znajdował się pod okupacją niemiecką.
Po zajęciu miasta, oddziały niemieckie dowodzone przez Bacha-Zelewskiego i Arthura Nebego dokonywały masowych eksterminacji pozostałej ludności żydowskiej (ok. 10 000 ofiar) w stworzonym w tym celu getcie i obozie pracy. Historia Mohylewa jest związana z historią Holokaustu także w inny sposób. Na jesieni 1941 Mohylew odwiedził Himmler i osobiście uczestniczył w rozstrzelaniu 279 ofiar żydowskich (w tym kobiet i dzieci). Mając na uwadze skutki psychiczne dla rozstrzeliwujących, zapowiedział znalezienie innego, systemowego sposobu eksterminacji. Wkrótce do Mohylewa przyjechał Albert Widmann, przywożąc plany eksterminacji spalinami w mobilnych komorach gazowych, a w grudniu 1941 przysłano i zainstalowano pierwszy piec krematoryjny przystosowany do masowego spalania ciał zamordowanych ofiar. Fakty te posłużyły hitlerowcom jako argument za ostatecznym rozwiązaniem kwestii żydowskiej na konferencji w Wannsee.
Po uzyskaniu niepodległości przez Białoruś w 1991 jest jednym z ważniejszych miast białoruskich.

## Zabytki

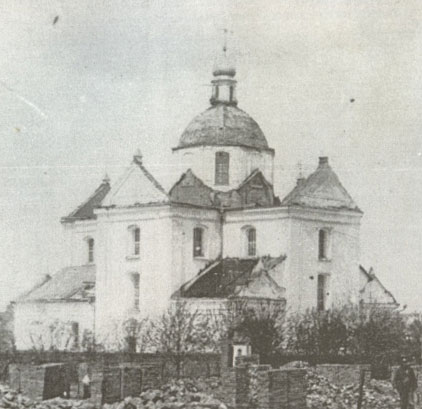
Cerkiew śś. Piotra i Pawła

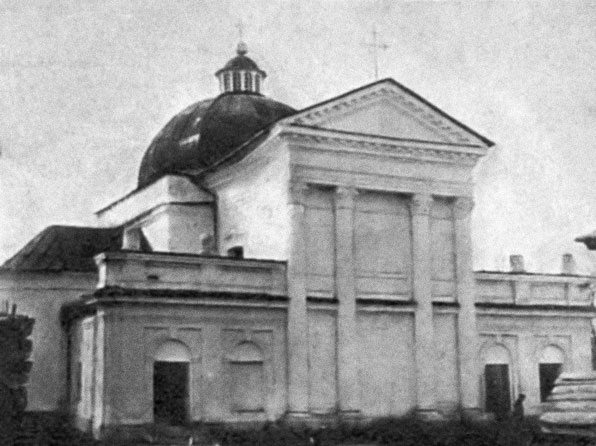
Kościół farny św. Kazimierza

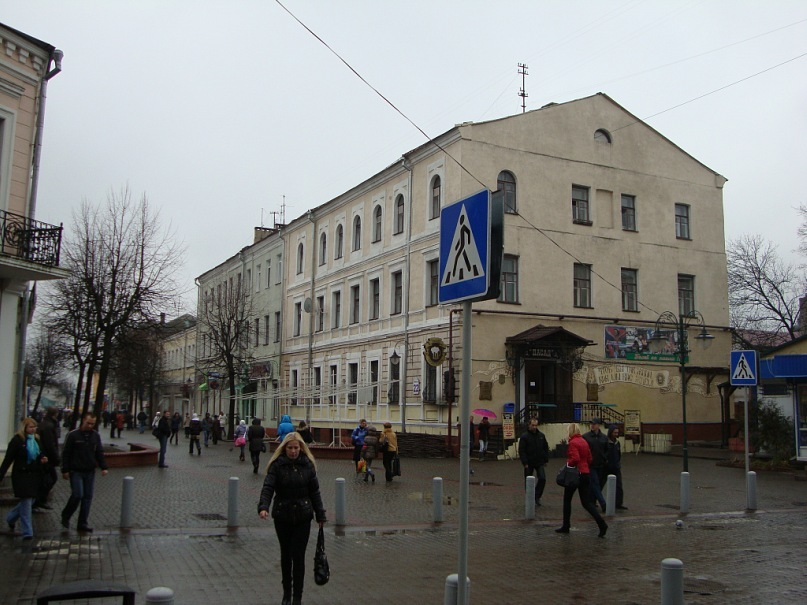
Deptak

- Katedra św. Stanisława (dawniej karmelitów), z XVIII w.
- Kościół św. Kazimierza (Fara). Ufundowany przez króla Zygmunta III Wazy w 1604 roku, przebudowany w 1810 roku w stylu klasycystycznym. Obecnie mieści magazyn, zachowany jedynie parter.
- Monastyr św. Mikołaja
  - Cerkiew św. Mikołaja z 1669 roku
  - Dzwonnica z końca XVII w.
  - Cerkiew św. Onufrego z 1798 r.
  - szpital z końca XVII w. (obecnie dom cerkiewny)
  - mur z basztami i bramą z końca XVII w.
- Ratusz w Mohylewie z XVII-XVIII w. (zrekonstruowany w 2008 r.)
- Pałacyk Antoszkiewicza w Mohylewie z XVII wieku
- Pałac arcybiskupów z lat 80. XVIII w. w stylu klasycystycznym. Od 1827 roku stanowił siedzibę katolickiego arcybiskupa Stanisława Bohusz-Siestrzeńcewicza.
- Pałac prawosławnego metropolity z lat 1762–1785 dla arcybiskupa Jerzego (Konisskiego), według projektu J. K. Glaubitza. Wchodził dawniej w skład niezachowanego monasteru Przemienienia Pańskiego.
- Cmentarz katolicki w Mohylewie
  - kwatera książąt Ciechanowieckich na cmentarzu katolickim
- Kościół ewangelicko-augsburski w Mohylewie
- Dom Sowietów w Mohylewie z lat 1937–1939
- Sobór Podwyższenia Krzyża Pańskiego
- Cerkiew Podwyższenia Krzyża Pańskiego, pomocnicza przy soborze
- cmentarz polski z XIX w.
  - Kaplica grobowa Sianożęckich
  - Kaplica Aleksandra Żukowskiego
  - Pomnik marszałka szlachty mohylewskiej Włodzimierza Ciechanowieckiego
- Bank z około 1900 roku

nieistniejące:
- Kościół św. Franciszka Ksawerego i klasztor Jezuitów
- Kościół i klasztor Dominikanów
- Kościół św. Antoniego i klasztor Bernardynów. Zbudowany około 1720 roku, po 1865 roku pozbawiony wież i przebudowany na archiwum. Zburzony około 1950 roku.
- Kościół i klasztor Zakonu Mariawitek
- Monaster Objawienia Pańskiego z 1633 r. Zburzony w latach 50. XX w.
- Monaster Przemienienia Pańskiego
- Sobór św. Józefa w Mohylewie z 1780 r. Zburzony w 1938 r.
- Cerkiew Przemienienia Pańskiego z 1740 roku w stylu barokowym
- Cerkiew św. Piotra i Pawła w stylu barokowym
- Cerkiew Opieki Matki Bożej
- Cerkiew Zaśnięcia Matki Bożej
- Synagoga Ejn-Jakow
- Synagoga Poel-Cedek

## Demografia
Liczba ludności:
- 1604: 15 000
- 1745: 10 500
- 1880: 40 536 (20 735 mężczyzn i 19 801 kobiet, w tym 20 742 prawosławnych, 2583 katolików, 173 ewangelików, 17 038 żydów)
- 1897: 43 119
- 1906: 51 959 (27 407 prawosławnych, 3305 katolików i 20 682 żydów)
- 1913: 69 700
- 1939: 99 400
- 1959: 121 700
- 1973: 232 000
- 1993: 366 000
- 1996: 367 000
- 2004: 365 102
- 2006: 367 700
- 2009: 372 000

## Gospodarka
Po II wojnie światowej Mohylew stał się ważnym ośrodkiem przemysłowym. Tamtejsze fabryki zajmują się produkcją dźwigów, samochodów, traktorów i chemikaliów. Mohylew posiada też port rzeczny na Dnieprze oraz krajowy port lotniczy.

## Kultura

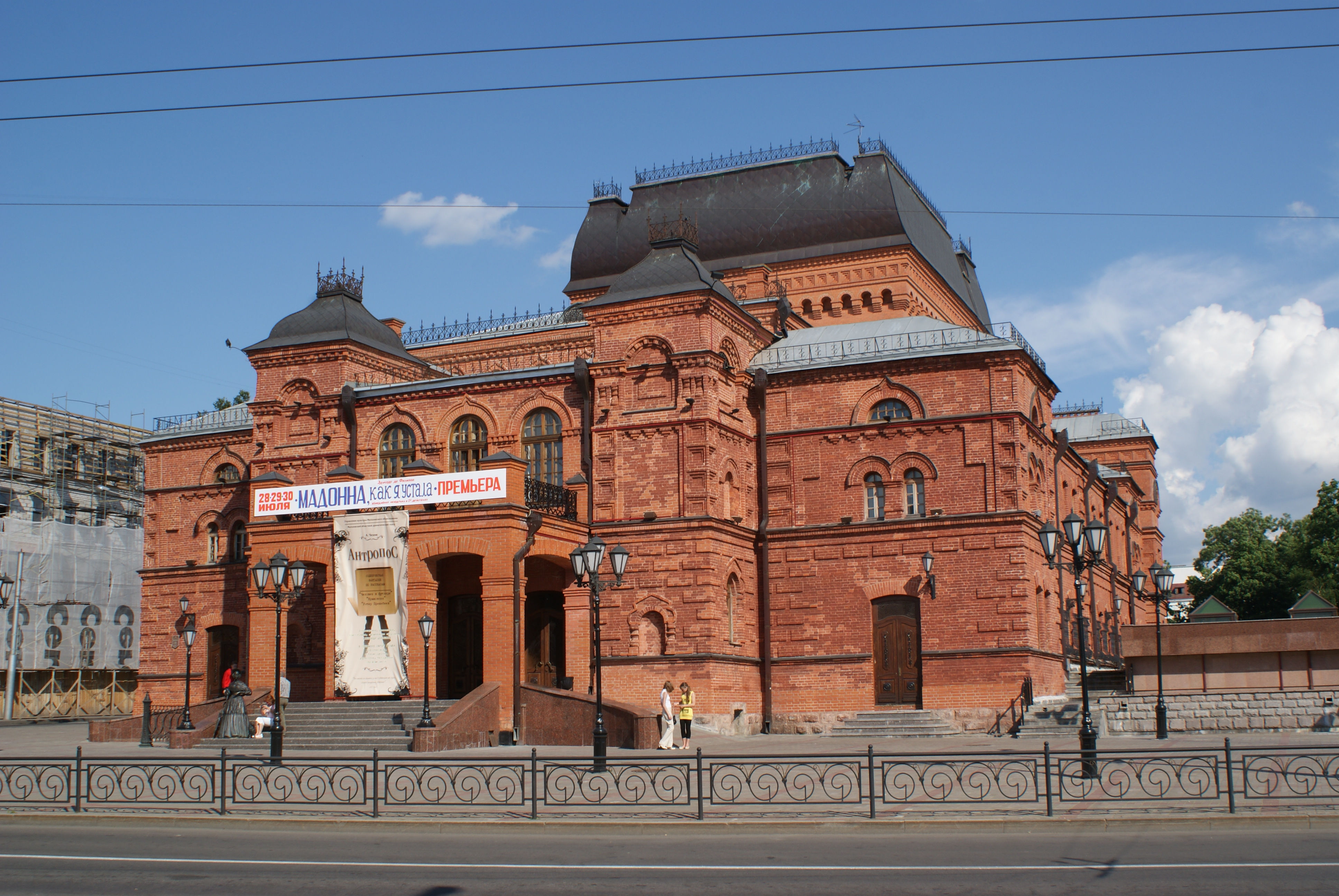
Regionalny Teatr Dramatyczny

Główną placówką teatralną miasta jest Regionalny Teatr Dramatyczny. W mieście działa też kilka placówek muzealnych, w tym Muzeum Historii Mohylewa i Mohylewskie Muzeum Sztuki.
Od 2006 roku w Mohylewie funkcjonuje Dom Polski, będący główną polską kresową placówką obwodu mohylewskiego. W przeszłości w mieście funkcjonowały Polskie Towarzystwo Oświaty i Dobroczynności oraz Rada Polska Ziemi Mohylewskiej.

## Oświata i nauka
Uczelnie:
- Mohylewski Uniwersytet Państwowy im. Arkadzia Kulaszoua.

## Sport
- HK Chimwołokno Mohylew – klub hokejowy
- Dniapro Mohylew – klub piłkarski
- Sawit Mohylew – klub piłkarski
- Transmasz Mohylew – klub piłkarski

## Ludzie związani z Mohylewem

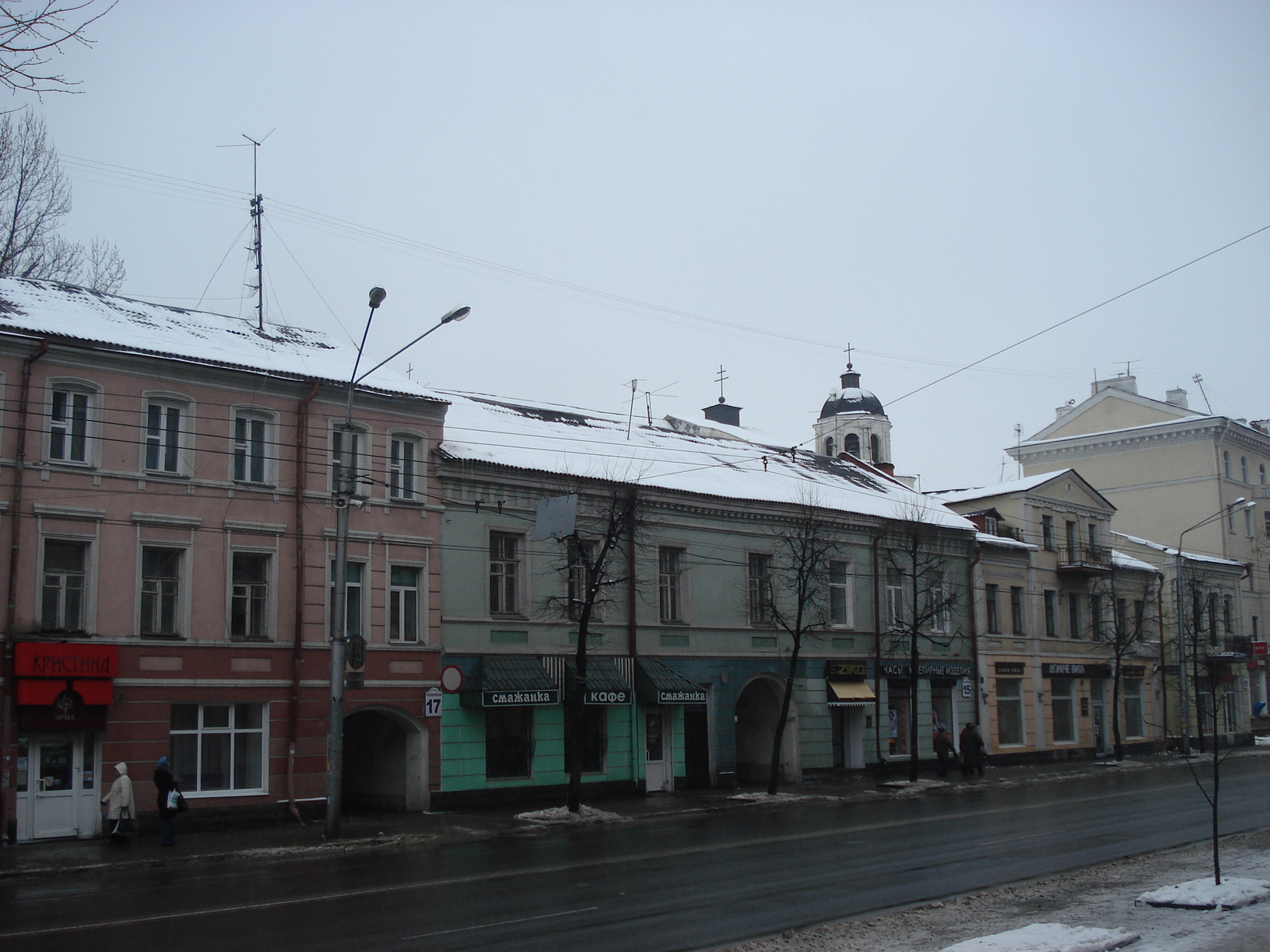
Centrum miasta

- Irving Berlin – amerykański kompozytor żydowskiego pochodzenia,
- Władysław Blin – proboszcz katedry w Mohylewie, późniejszy pierwszy biskup witebski
- Stanisław Cywiński – polski historyk literatury, doktor filozofii, docent Uniwersytetu Stefana Batorego w Wilnie, dziennikarz
- Antonij Dziamjanka – biskup pomocniczy archidiecezji mińsko-mohylewskiej
- Janusz Dziewoński – polski aktor i reżyser teatralny, ojciec Edwarda Dziewońskiego,
- Mikołaj Jastrzębski – polski inżynier i profesor mechaniki
- Władysław Sergiusz Kazanowicz – polski bibliofil i bibliotekarz amator, prowadzący w latach 1945–1969 największą prywatną bibliotekę we Wrocławiu – Książka na Śląsk,
- Uładzimir Klimowicz – piłkarz,
- Bolesław Hieronim Kłopotowski – polski duchowny katolicki, biskup łucko-żytomierski, arcybiskup mohylewski,
- Szymon Marcin Kozłowski – polski duchowny katolicki, arcybiskup mohylewski, rektor Akademii Duchownej w Petersburgu, biblista, popularyzator teologii,
- Władysław Lenkiewicz (1915–2005) – polski specjalista budownictwa lądowego, społecznik,
- Leonid Mandelstam – radziecki fizyk żydowskiego pochodzenia
- Hienadź Nawicki – białoruski polityk
- Lew Poługajewski – radziecki szachista
- Jarosław Rybakow – rosyjski lekkoatleta
- Issai Schur – niemiecki matematyk
- Otto Szmidt – radziecki astronom
- Kazimierz Świątek – polski kardynał Kościoła rzymskokatolickiego, emerytowany arcybiskup metropolita mińsko-mohylewski
- Władysław Wajnert ps. „Władek”, „Tramwajarz” – żołnierz polskiego ruchu oporu w czasie II wojny światowej, powstaniec warszawski.
- Balbina Świtycz-Widacka – polska rzeźbiarka i poetka
- Jerzy Żurawowicz – polski inżynier, nauczyciel i działacz społeczny na Mohylewszczyźnie, przewodniczący obwodowego Związku Polaków na Białorusi, założyciel Domu Polskiego w Mohylewie i jego dyrektor (od 1996).

Z Mohylewa pochodzili polscy dziadkowie Wayne’a Gretzky’ego.

## Miasta partnerskie

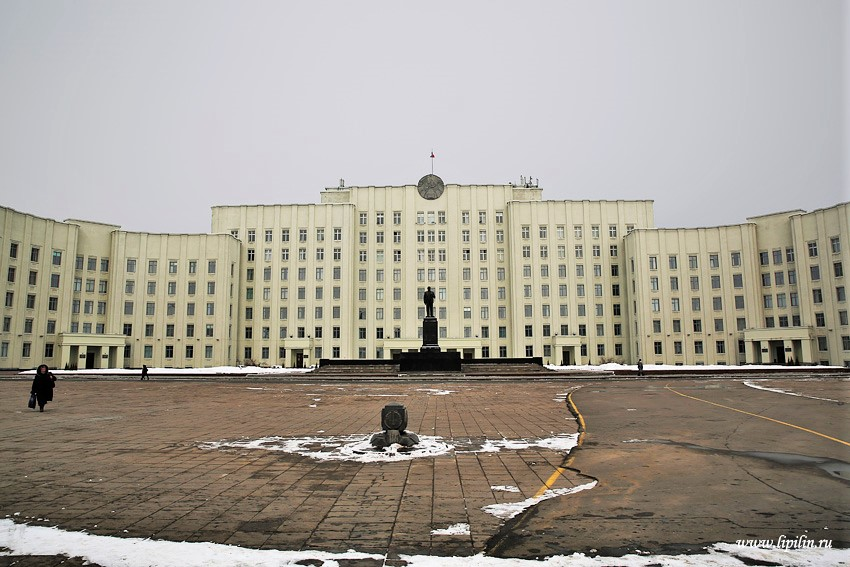
Budynek administracji obwodu

- Włocławek, Polska
- Kragujevac, Serbia
- Gabrowo, Bułgaria
- Villeurbanne, Francja
- Bardiów, Słowacja
- Eisenach, Niemcy
- Kercz, Ukraina
- Tuła, Rosja
- Kłajpeda, Litwa
- Denizli, Turcja
- Szymkent, Kazachstan
- Sumgait, Azerbejdżan